# Village médiéval d'Altreu
Le village médiéval d'Altreu est un site archéologique situé sur le territoire de la commune du canton de Soleure de Selzach, en Suisse.

## Histoire

Vue aérienne (1955)

La première mention écrite du village date de 1280 sous le nom d'Altrua, alors que sa fondation par les comtes de Neuchâtel-Strassberg date probablement d'environ 20 ans plus tôt. Il se présentait sous la forme d'une petite ville avec château fort et entourée de murailles de 120 x 180 mètres au sol à côté d'un pont en bois traversant l'Aar. Le village connut un certain essor, en particulier grâce à ses marchands.
En 1375, la totalité du village, de même que le pont, furent détruits par la retraite des Gugler. Le site, menacé par les crues de l'Aar, fut alors abandonné avant qu'un nouveau village homonyme soit reconstruit dans les environs quelques années plus tard. Ce nouveau village sera rattaché dès 1393 à la ville de Soleure. En 1948, Max Bloesch y a fondé une colonie de cigognes que l'on peut encore observer de nos jours.
Les restes du village médiéval, fouillés en 1992, sont classés comme bien culturel suisse d'importance nationale.

## Source
- (de) Cet article est partiellement ou en totalité issu de l’article de Wikipédia en allemand intitulé « Altreu » (voir la liste des auteurs).